# 刘德树
刘德树（1952年11月—），河北玉田人。男，汉族。加入中国共产党。毕业于清华大学精密仪器系机械制造工艺专业，后获中欧国际工商学院EMBA学位。

## 生平
曾任中国机械进出口总公司先后担任副总经理、总经理，中国中化股份有限公司董事长、中化化肥控股有限公司董事长、中化泉州石化有限公司董事长、远东宏信有限公司董事长，中国中化集团公司总裁、党组书记等职务。2014年8月，任中化集团董事长、党组书记。2016年1月5日，卸任中化集团董事长、党组书记职务。
中国共产党第十六、十七次全国代表大会代表，第十届、十一届全国政协委员，第十二届全国人大代表，第十二届全国人大环境与资源保护委员会副主任委员。